# Kenth "Swiss" Svensson
Kenth "Swiss" Urban Svensson, född den 25 juni 1956, är en svensk före detta ishockeymålvakt. 
Svensson spelade 17 säsonger i Rögle BK, mellan 1970/71 och 1986/87. Han spelade aldrig professionell ishockey för någon annan förening än för Rögle, som har hissat hans nummer, nummer 1, i taket på hemmaarenan.